# Toptip

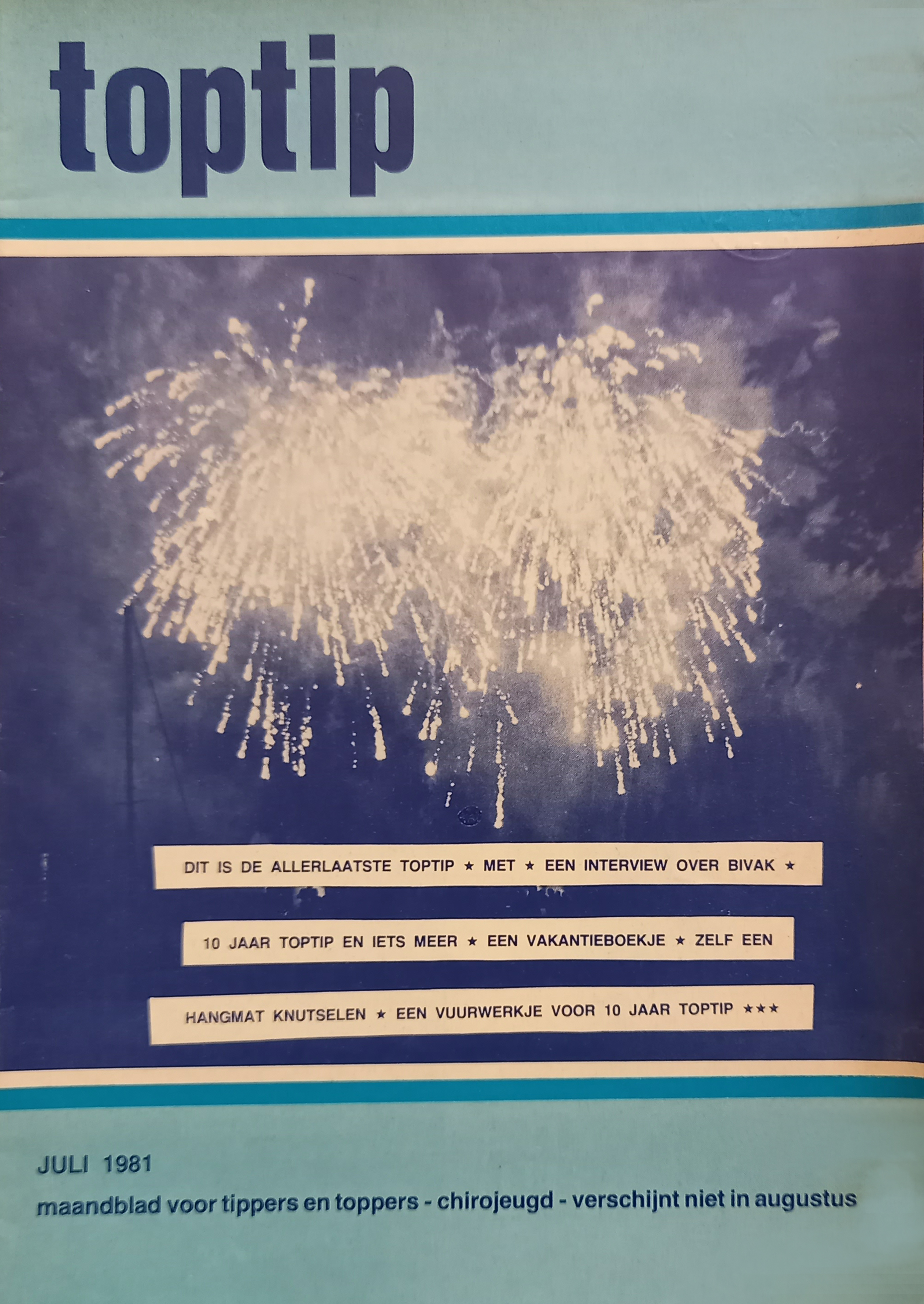
Toptip juli 1981, laatste nummer

Toptip was een nationaal maandblad voor de leden van Chirojeugd Vlaanderen van 12 tot 14 jaar in de periode van 1971 tot 1981.
Toptip, zoals Joepie en Krokant, ontstond als gevolg van de fusie tussen Lente en Trouw, respectievelijk de tijdschriften voor meisjes en jongens in de jaren 50 en 60. In de late jaren 60 onderging Chiro een transformatie, met nieuwe stijl en afdelingsnamen, wat leidde tot de oprichting van nieuwe tijdschriften. Het idee van een gezamenlijk tijdschrift voor alle afdelingen werd losgelaten en omwille van de gemengde werking hoefden de jongens (Toppers) en de meisjes (Tippers) geen aparte tijdschriften meer te hebben.
Het eerste nummer van Toptip verscheen in januari 1971 en werd maandelijks uitgebracht. Vaste redactieleden waren nationaal proost Ward Bruyninckx, Rik Daze en Marc Hanegraef. In februari verscheen telkens een nummer met het Boeiweekend als thema. Na 117 nummers kreeg het tijdschrift een nieuwe naam en verscheen in september 1981 Haverklap.